# Gratiot (Wisconsin)
Gratiot es una villa ubicada en el condado de Lafayette en el estado estadounidense de Wisconsin. En el Censo de 2010 tenía una población de 236 habitantes y una densidad poblacional de 155,5 personas por km².

## Geografía
Gratiot se encuentra ubicada en las coordenadas 42°34′49″N 90°1′24″O / 42.58028, -90.02333. Según la Oficina del Censo de los Estados Unidos, Gratiot tiene una superficie total de 1.52 km², de la cual 1.52 km² corresponden a tierra firme y (0%) 0 km² es agua.

## Demografía
Según el censo de 2010, había 236 personas residiendo en Gratiot. La densidad de población era de 155,5 hab./km². De los 236 habitantes, Gratiot estaba compuesto por el 97.88% blancos, el 0% eran afroamericanos, el 0% eran amerindios, el 0.42% eran asiáticos, el 0% eran isleños del Pacífico, el 0% eran de otras razas y el 1.69% pertenecían a dos o más razas. Del total de la población el 0% eran hispanos o latinos de cualquier raza.